# نیکلای تیموفتی
نیکلای تیموفتی (به انگلیسی: 'Nicolae Timofti) زاده ۲۲ دسامبر ۱۹۴۸ یک سیاستمدار مولداویایی است که از ۲۲ مارس سال ۲۰۱۲ به عنوان رئیس جمهور مولداوی انتخاب شده است.